# Figlie della carità del Sacro Cuore di Gesù
Le figlie della carità del Sacro Cuore di Gesù (in francese filles de la charité du Sacré-Coeur de Jésus) sono un istituto religioso femminile di diritto pontificio: le suore di questa congregazione pospongono al loro nome la sigla F.C.S.C.J.

## Storia
La congregazione venne fondata a La Salle-de-Vihiers, in diocesi di Angers, il 18 dicembre 1823 da Jean-Maurice Catroux (1794-1863) e Rose Giet (1784-1848): le sue costituzioni, redatte dal fondatore, vennero approvate dal vescovo di Angers nel 1837. L'istituto ebbe un rapido sviluppo: mentre alla morte di padre Catroux contava 40 comunità, alla morte della Giet (quindici anni dopo) le case erano diventate 128, con 378 religiose.
Dedite principalmente all'istruzione, dopo la promulgazione delle leggi anticongregazioniste in Francia (primi anni del XX secolo), le suore dovettero chiudere le loro scuole: molte presero il diploma da infermiere e iniziarono a dedicarsi a opere assistenziali. Nel 1902 le figlie della carità del Sacro Cuore di Gesù aprirono la prima filiale fuori dal territorio francese (in Belgio): seguirono immediatamente fondazioni in Canada e negli Stati Uniti d'America e, nel 1935, in Africa.
L'istituto ricevette il pontificio decreto di lode il 27 gennaio 1930; le sue costituzioni vennero approvate definitivamente dalla Santa Sede il 7 luglio 1940.

## Attività e diffusione
Il fine delle figlie della carità è quello di "servire Gesù Cristo nella persona dei poveri": sono aperte alla pratica di tutte le opere di carità, in base alle esigenze delle popolazioni in mezzo a cui si trovano a operare.
Sono presenti in Benin, Brasile, Canada, Francia, Lesotho, Madagascar, Polinesia Francese, Stati Uniti d'America, Sudafrica, Togo: la sede generalizia è a Montgeron.
Al 31 dicembre 2005 l'istituto contava 1.067 religiose in 176 case.